# Kuaishou
Beijing Kuaishou Technology Co., Ltd. ist ein chinesisches Technologieunternehmen, welches die mobile App Kuaishou (chinesisch: 快手 ‚kuai shou‘; wörtlich: 'schnelle Hand'), ein Portal für Kurzvideos und Livestreaming, entwickelt hat. Außerhalb von China ist die App unter dem Namen Kwai bekannt. Hauptkonkurrent ist Douyin, welches außerhalb Chinas als TikTok bekannt ist und von ByteDance entwickelt wurde. Populär sind die Dienste von Kuaishou vorwiegend in China außerhalb der größten Städte wie Peking und Shanghai. Auch außerhalb von China verzeichnet Kuaishou ein schnelles Wachstum, so ist die globale Version Kwai beliebt in Ländern wie Brasilien, Südkorea oder der Türkei. 2020 verfügte Kwai über ein Archiv von über 20 Milliarden Videos.
Seit März 2021 verwenden dieses eine Milliarde aktive Nutzer pro Monat. Im Jahr 2019 machte Livestreaming knapp 70 Prozent der Umsätze von Kuaishou aus.

## Geschichte
Kuaishous Vorgänger GIF Kuaishou wurde im März 2011 von Su Hua und Cheng Yixiao gegründet. Zuvor war Su Hua für Google als auch für Baidu als Softwareentwickler tätig. Anfangs war die App für das Teilen von GIF's gedacht. Im November 2012 wurde Kuaishou zu einer Plattform, auf der man Videos aufnehmen und teilen kann. 2017 investierte Tencent 350 Millionen US-Dollar in das Unternehmen.
Im März 2020 kaufte Kuaishou die Online-Videoplattform AcFun. Anfang Mai startete Kuaishou die Kurzvideo-App Zynn, bei der man Benutzer dafür bezahlte, die App zu nutzen und anderen Personen zu empfehlen. Diese ist speziell für den westlichen Markt konzipiert. Ihr wurde vorgeworfen, Funktionen und Inhalte des Rivalen TikTok zu kopieren.
Im Juni 2020 verbot Indiens Bundesregierung Kwai mit 58 Apps aus China unter Berufung auf Datensicherheit und Privatsphäre. Dem gingen Grenzstreitigkeiten zwischen der Volksrepublik China und Indien voraus. Indien war einer der wichtigsten Märkte für Kwai, die globale Version von Kuaishou.
An der Hong Kong Stock Exchange wurde das Unternehmen am 5. Februar 2021 gelistet mit einem Ausgabepreis von 115 Hongkong-Dollar (HK$). Der Aktienkurs stieg am Ausgabetag auf 338 HK$. Trotz einer um 59 Prozent gestiegenen täglichen Nutzerzahl im Jahr 2020, auf 262 bis 275,9 Millionen täglichen Nutzern, machte Kuaishou im Dreivierteljahr-Bericht 2020 einen Verlust von 97,4 Milliarden Renminbi. 
In den letzten drei Jahren blieb die zehn Jahre alte Firma Kuaishou ohne Profit.